# Короба
Короба — упразднённое в 1991 году село Астаринского района Азербайджана. Включено в черту села Тюльагюван.

## История
По закону от 10 апреля 1840 года село входило в состав Ленкоранского (Талышинского) уезда Талышской губернии.
С 22 апреля 1918 г. по 26 мая 1918 г. входила в состав Закавказской Демократической Федеративной Республики, с 28 мая 1918 г. — в состав Азербайджанской Демократической Республики, а после распада республики до 5 февраля 1991 г. оно имело статус отдельного села в составе Азербайджанской Было объединено с несколькими другими селами в село Тюлагюван.

## Известные уроженцы, жители
- Алиев, Умар Усманович (1900—2004) — долгожитель, участник Великой Отечественной войны.